# Mantua, Cuba
Mantua là một đô thị ở tỉnh Pinar del Río của Cuba.
Khu định cư này được lập năm 1719 với tên Guane del Norte. Năm 1866, khu định cư này được lập làm đô thị. The settlement of Mantua là một National Monument of Cuba.
Đô thị này được chia thành các barrio Arroyos, Bartolo, Cabezas, Coronel Pozo (Lázaro), Fidel Pedraja, Guayabo, Macurijes, Mantua, Montezuelo và Pablo Suárez.

## Dân số
Năm 2004, đô thị Mantua có dân số 26.065 người. với diện tích 915 km² (353,3 mi²), và mật độ dân số 28,5người/km² (73,8người/sq mi).